# Guiné nos Jogos Olímpicos
A Guiné  tem mandado atletas para todas as edições dos Jogos Olímpicos de Verão realizadas desde 1968, exceto 1972 e 1976, embora o país nunca tenha ganhado uma medalha olímpica. Nenhum atleta da Guiné participou dos Jogos Olímpicos de Inverno.